# Prepodesmus pictus
Prepodesmus pictus är en mångfotingart som beskrevs av Cook 1896. Prepodesmus pictus ingår i släktet Prepodesmus och familjen Chelodesmidae. Inga underarter finns listade i Catalogue of Life.